# Famille von Massow
La famille von Massow est une famille noble de Poméranie. Le nom remonte à la ville de Massow en Poméranie ultérieure.

## Histoire
La famille est mentionnée pour la première fois en 1259 avec un chevalier Conrad, qui tire son nom de la localité de Massow en Poméranie ultérieure. Ce chevalier Conrad est probablement originaire de Basse-Saxe. Conradus de Massow est également mentionné dans un document censé dater de 1253, mais dont on sait qu'il s'agit d'un faux, datant probablement de la période entre 1306 et 1317.
La lignée de la famille commence environ 200 ans plus tard. Les branches de Rohr, Lantow, Bartin et Schwirsen voient le jour. Des membres de la famille étaient au service des ducs de Poméranie et plus tard des électeurs de Brandebourg et des rois de Prusse.

## Élévations à la noblesse
- Incolat de Silésie au rang de chevalier le 2 février 1759 à Berlin pour le major royal prussien en retraite Paul von Massow et le 21 juin 1781 à Berlin pour Valentin von Massow, propriétaire terrien à Rohr dans l'arrondissement de Rummelsburg-en-Poméranie et futur maréchal en chef.
- Admission à la noblesse néerlandaise le 22 septembre 1817 pour Godefridus van Massow, conseiller de la ville de Leyde. Baronnie hollandaise le 22 juin 1844 pour son fils Gerlach Cornelis Johannes van Massow, également conseiller de la ville de Leyde. La branche néerlandaise de la famille a disparu.

## Armes

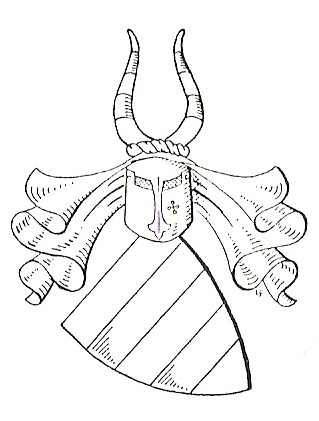
Armoiries de la famille von Massow

Deux barres rouges en argent. Sur le casque aux lambrequins rouges et argentées deux cornes de buffle marquées comme l'écu.

## Personnalités

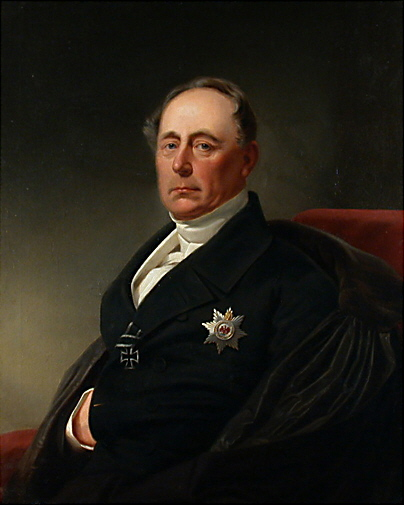
Ludwig von Massow (1794–1859), ministre de la Maison royale

- Kaspar Ewald von Massow (de) (1629/1639–1694), administrateur de l'arrondissement de Stolp
- Kaspar Otto von Massow (de) (1665-1736), ministre prussien de la Guerre
- Joachim Rüdiger von Massow (de) (mort en 1756), administrateur prussien de l'arrondissement de Rummelsburg-en-Poméranie
- Hans von Massow (de) (1686-1761), lieutenant général prussien et commissaire général aux guerres
- Gerlach Cornelis Johannes van Massow (de) (1687–1758), général de division néerlandais
- Joachim Ewald von Massow (de) (1697–1769), ministre d'État et ministre par intérim en Silésie
- Valentin von Massow (de) (1712-1775), ministre prussien d'État et de la Guerre
- Carl von Massow (de) (1735–1807), administrateur de l'arrondissement de Randow (de) et directeur d'État de Poméranie-Occidentale
- Friederike Charlotte Louise von Massow (1746-1808), épouse du général Friedrich Adolf Riedesel
- Carl Ludwig Ewald von Massow (de) (1748–1808), administrateur de l'arrondissement de Guhrau
- Friedrich Ewald Ernst von Massow (de) (1750–1791), président de la chambre de guerre et de domaine (de) de Marienwerder
- Julius Eberhard von Massow (de) (1750–1816), ministre prussien de la Justice et président en chef de la Cour suprême
- Valentin von Massow (de) (1752–1817), Oberhofmarschall prussien, intendant des palais et jardins prussiens
- Ewald Georg von Massow (de) (1754-1820), Oberlandeshauptmann et ministre d'État en Silésie
- Friedrich Gottlob von Massow (1754–1833), chef forestier en Prusse-Occidentale et Méridionale
- Godefridus van Massow (de) (1761–1818), marchand hollandais, conseiller de la ville de Leiden
- Johann von Massow (de) (1761–1805), administrateur de l'arrondissement de Rummelsburg-en-Poméranie
- Karl Friedrich Heinrich von Massow (de) (1770–1851), général de division prussien
- Valentin von Massow (de) (1793-1854), lieutenant général prussien
- Gerlach Cornelis Johannes van Massow (de) (1794–1852), avocat néerlandais, conseiller de la ville de Leiden
- Ludwig von Massow (de) (1794–1859), ministre prussien de la Maison royale
- Frederik van Massow (de) (1798–1876), noble néerlandais, s'est fait retirer de la noblesse néerlandaise en 1837
- Wilhelm von Massow (de) (1802–1867), député de la Chambre des seigneurs de Prusse
- Heinrich von Massow (1810–1896), général de division prussien
- Hermann von Massow (de) (1812–1881), fonctionnaire forestier, chevalier d'honneur de l'Ordre de Saint-Jean et député du Parlement de Francfort
- Wilhelm von Massow (de) (1815–1899), général d'infanterie prussien
- Louis von Massow (de) (1821-1905), général de division prussien
- Valentin von Massow (de) (1825-1868), lieutenant-colonel prussien, commandant le 1. 1er régiments d'uhlans de la Garde
- Benno von Massow (de) (1827-1904), lieutenant général prussien
- Ferdinand von Massow (de) (1830-1878), général de division prussien
- Anton von Massow (1831-1921), général d'infanterie prussien
- Adolf von Massow (de) (1837-1909), officier de cavalerie prussien et député du Reichstag
- Robert von Massow (1839-1927), général de cavalerie prussien, participant à la Guerre de Sécession, président du tribunal militaire impérial
- Konrad von Massow (de) (1840-1910), administrateur de l'arrondissement d'Insterbourg et de l'arrondissement d'Uelzen, conseiller supérieur de gouvernement à la Cour des comptes de l'Empire allemand (de)
- Alexander von Massow (de) (1842-1906), lieutenant général prussien
- Ludwig von Massow-Parnehnen (1844-1914), officier et député du Reichstag
- Benno von Massow (1859-1938), lieutenant général
- Valentin von Massow (de) (1864–1899), chef de la police impériale au Togo
- Ewald von Massow (de) (1869-1942), lieutenant général allemand, adjudant de Guillaume II, chef de groupe SS
- Magdalene von Massow (de) (1870-1936), colonialiste allemande et propriétaire de plantations en Afrique orientale allemande
- Albrecht von Massow (de) (1879–1953), général de division allemand de la Luftwaffe
- Wilhelm von Massow (de) (1891-1949), archéologue classique allemand
- Gerd von Massow (1896-1967), lieutenant général allemand de la Luftwaffe, General der Fliegerausbildung (de)
- Hans-Werner von Massow (de) (1912-1988), organisateur d'échecs par correspondance nationaux et internationaux
- Bertl von Massow (de) (1921-1983), organisateur d'échecs par correspondance internationale
- Albrecht von Massow (de) (1960-), musicologue